# 次氯酸钙
次氯酸钙是钙的次氯酸盐，化学式为Ca(ClO)2，是漂白粉的主要成分之一，有杀菌性及氧化性。与其性质类似的还有氯气及次氯酸钠，但是它们都不如次氯酸钙的稳定性高。
漂白粉的组分包含次氯酸钙与氯化钙、氢氧化钙和水，真正的分子式可以写为Ca(ClO)2·CaCl2·Ca(OH)2·2H2O，是一种不易吸水的干粉。

## 制备
次氯酸钙的制备方法有：
- 氯气通入氢氧化钙溶液中。高浓度时可结晶出Ca(ClO)2·2CaCl2，大量应用于漂白纸张：

2 Ca(OH)2 + 2 Cl2 → Ca(ClO)2 + CaCl2 + 2 H2O
- 或氯气通入氢氧化钙与氢氧化钠混合溶液中：

Ca(OH)2 + 2 Cl2 + 2 NaOH → Ca(ClO)2 + 2 H2O + 2 NaCl

## 性质
次氯酸钙在水中的溶解度不大。它的稳定性与含水量成反比，分解反应强烈放热，产物是氯化钙及一氧化二氯。次氯酸钙与二氧化碳反应生成碳酸钙，放出氯气：
2Ca(ClO)2 + 2CO2 → 2CaCO3 + 2Cl2 + O2
与盐酸反应生成氯化钙：
Ca(ClO)2 + 4 HCl → CaCl2 + 2 H2O + 2 Cl2
次氯酸钙水解离子方程式:ClO-+H2O→HClO+OH-(可逆)